# Jack Del Rio
Jack Louis Del Rio Jr. (geboren am 4. April 1963 in Castro Valley, Kalifornien, USA) ist ein American-Football-Trainer und ehemaliger professioneller Spieler auf der Position des Linebackers. In der Saison 2025 ist er Cheftrainer der Paris Musketeers in der European League of Football (ELF). 
Del Rio spielte College-Football an der University of Southern California. Von den New Orleans Saints wurde er im NFL-Draft 1985 ausgewählt. Er spielte für drei weitere NFL-Teams, bis er 1996 seine aktive Karriere beendete. Er begann seine Trainerkarriere 1997 als Assistenztrainer bei den Saints. Bei den Baltimore Ravens war er als Linebacker-Trainer Teil der Siegermannschaft im Super Bowl XXXV. Von 2003 bis 2011 war er Head Coach der Jacksonville Jaguars. Bei den Oakland Raiders war er von 2015 bis 2017 Cheftrainer.

## Karriere
Jack Louis Del Rio Jr. wurde als Sohn des Big-Band-Leiters Jack Del Rio Sr. und einer italienisch-amerikanischen Mutter geboren. Del Rio Sr. war spanischer Abstammung war und war 1963 kurzzeitig mit der Sängerin Peggy Lee verheiratet. Del Rio besuchte die High School in Hayward, Kalifornien. Er gewann Auszeichnungen im Football, Baseball und Basketball.

### College
Del Rio wurde von der kanadischen Baseballmannschaft Toronto Blue Jays in der 22. Runde (550. insgesamt) des MLB-Drafts 1981 ausgewählt. Er entschied sich aber dafür, ein Stipendium der University of Southern California anzunehmen, um sowohl Football als auch Baseball zu spielen. Im Baseball war Del Rio zwei Jahre Stammspieler als Catcher, im Footballteam war er vier Jahre lang Starter. 1983 wurde er als All-American ausgezeichnet. Später wurde er Zweiter des Lombardi Award, der an den besten Lineman oder Linebacker der USA verliehen wurde. Zusammen mit Quarterback Tim Green wurde er als Co-MVP des Rose Bowl ausgezeichnet. Insgesamt erreichte er in seiner College-Karriere 340 Tackles, darunter 58 Tackles für Raumverluste. Im Jahr 2015 wurde Del Rio in die USC Athletic Hall of Fame aufgenommen.

### Spieler in der National Football League
Del Rio wurde von den New Orleans Saints in der dritten Runde, als 68. insgesamt, des NFL-Drafts 1985 ausgewählt. Ebenso wurde er von den Los Angeles Express der konkurrierenden United States Football League ausgewählt. Del Rio starte als Rookie für die Saints in neun Spielen als Linebacker. Er stellte einen Franchise-Rekord mit fünf Fumble-Recoveries auf, darunter einem 22-Yard-Touchdown. Er sammelte 68 Tackles, fünf verteidigte Pässe und drei erzwungene Fumbles. Am Ende der Saison wurde er als NFL-All-Rookie geehrt. In der Saison 1986 verlor Del Rio seine Position an Alvin Toles und verzeichnete während der Saison nur 20 Tackles.
In August 1987 wurde Del Rio zu den Kansas City Chiefs transferiert, wo der ehemalige Defensive Coordinator der Saints John Paul Young tätig war. Er war in neun Spielen in der Startaufstellung und erreichte 45 Tackles, zwei Sacks und einen erzwungene Fumble. Während des NFL-Streiks im September stand Del Rio Streikwache. Dabei verwechselte er den ehemaligen Chiefs-Spieler Otis Taylor mit einem Streikbrecher und hinderte ihm am Betreten des Arrowhead Stadions. Der 45-jährige Taylor war zu dieser Zeit als Scout für die Chiefs tätig. Taylor erhob später Anklage gegen Del Rio; die beiden einigten sich schließlich außergerichtlich. In der Saison 1988 war Del Rio in zehn Spielen Starter und verzeichnete 77 Tackles und einen Sack. Am 29. August 1989 wurde er entlassen. Während seiner Zeit in Kansas City erwarb Del Rio einen Bachelor-Abschluss in Politikwissenschaft an der University of Kansas.
Einen Tag später wurde Del Rio von den Dallas Cowboys verpflichtet. Er startete als Strong Side Linebacker erstmals in Woche fünf gegen die Green Bay Packers, zog sich dort aber eine gequetschte Wade zu, die ihn für zwei Spiele außer Gefecht setzte. Insgesamt war er in dieser Saison zwölf Mal in der Startformation, erzielte 58 Tackles und zwei Fumble Recoveries, davon einer für einen 57-Yard-Touchdown. Im folgenden Jahr war Del Rio in allen sechzehn Spielen Stammspieler und machte 104 Tackles und 1,5 Sacks. In der Saison 1991 wechselte er auf die Position des Middle Linebackers und erreichte insgesamt 130 Tackles, davon 53 Assists und 77 Solo-Tackles. Um nicht über den Salary Cap zu kommen, entließen die Cowboys nach der Saison sechs Linebacker und drifteten junge Spieler für die Position. 
Am 4. März 1992 unterschrieb Del Rio bei den Minnesota Vikings als Free Agent. Drei Jahre in Folge hatte Del Rio am meisten Tackles im Team und wurde 1994 für den Pro Bowl ausgewählt. Beim Spiel gegen die Chicago Bears erlitt er ein Knieverletzung. Er spielte danach noch ein Spiel, dass sich als Letztes seiner Karriere erweisen sollte.
Unter dem ehemaligen Cowboys-Cheftrainer Jimmy Johnson unterzeichnete Del Rio am 2. Juni 1996 einen Einjahresvertrag mit den Miami Dolphins. Am 4. August 1996 wurde er freigestellt. Del Rio beendete seine Karriere nach elf Jahren mit 160 Spielen, 941 Tackles, 13 Sacks und 13 Interceptions.

### Trainer
Nach Ende seiner Spielerkarriere begann Del Rio 1997 bei den New Orleans Saints als Kraft- und Konditionstrainer. Im folgenden Jahr übernahm er das Training der Linebacker.
Zur Saison 1999 wechselte er in gleicher Position zu den Baltimore Ravens. Mit dem Team gewann er 2000 den Super Bowl XXXV. 
In der Saison 2002 wurde zum Defensivkoordinator der Carolina Panthers. In dieser Saison waren die Panthers die zweitbeste Defense der Liga.

#### Jacksonville Jaguars
Nach der Entlassung von Tom Coughlin wurde Del Rio 2003 der zweite Head Coach in der Geschichte der Jacksonville Jaguars. In seiner ersten Saison führte er das Team zu fünf Siegen bei elf Niederlagen. Die Jaguars hatten die zweitbeste Verteidigung gegen den Lauf und insgesamt die sechstbeste Defense. Del Rio etablierte das Mantra „immer weiter Holz hacken“ im Team. Er platzierte einen Holzstumpf und eine Axt in der Umkleidekabine. Dies sollte visualisieren, wie das Team die Hindernisse vor ihnen langsam beseitigen würde. Nachdem seine Teamkollegen mit der Axt auf das Holz geschlagen hatte, folgte Punter Chris Hanson dem Beispiel und verletzte sich schwer am Fuß. Hanson verpasste den Rest der Saison.
In der Saison 2004 gelangen den Jaguars neun Siege bei sieben Niederlagen, damit verpassten sie knapp den Einzug in die Playoffs. Dieser gelang dann in der Saison 2005, mit zwölf Siegen und vier Niederlagen belegte man den zweiten Platz in der AFC South hinter den Indianapolis Colts. In der Wild-Card-Runde schied man gegen den amtierenden Meister New England Patriots mit 3:28 aus. 
In der Saison 2006 verpasste man mit acht Siegen und acht Niederlagen die Playoffs. Del Rio entließ Quarterback Byron Leftwich und setzte auf David Garrard. Mit ihm gelang 2007 mit elf Siegen bei fünf Niederlagen der erneute Einzug in die Playoffs. Erstmals seit 1999 konnte das Team ein Playoff-Spiel gewinnen, schied dann jedoch in der Divisional Round aus. Im April 2008 wurde Del Rios Vertrag mit den Jaguars bis zur Saison 2012 verlängert.
Die Spielzeiten 2008 (fünf Siege) und 2009 (siebe Siege) liefen eher enttäuschend. Im Januar 2010 wurde Del Rio die Stelle als Cheftrainer an der University of Southern California angeboten, die er jedoch ablehnte. In der Saison 2010 gelang den Jaguars mit acht Siegen bei acht Niederlagen eine ausgeglichene Bilanz. Nach drei Siegen aus elf absolvierten Spielen wurde Del Rio am 29. November 2011 als Cheftrainer entlassen.
Del Rio kam in den neun Jahren in Jacksonville auf insgesamt 68 Siege bei 71 Niederlagen in der regulären Saison und einen Sieg bei zwei Niederlagen in den Playoffs. Er gewann mit dem Team nie einen Divisionstitel und hält damit den NFL-Rekord für die längste Amtszeit eines Cheftrainers, der nie einen Divisionstitel gewonnen hat.

#### Weitere Engagements
Im Januar 2012 wurde Del Rio als neuer Defensivkoordinator der Denver Broncos verpflichtet. In Woche 2 wurde Del Rio mit einer Geldstrafe von 25.000 Dollar belegt, weil er die Ersatzschiedsrichter beschimpft hatte. Im November 2013 war Del Rio mehrere Spiele interimsweise Head Coach des Team, da der eigentliche Head Coach John Fox aus medizinischen Gründen ausfiel. In dieser Spielzeit gewannen die Broncos die AFC West.
Am 14. Januar 2015 wurde Del Rio als neuer Cheftrainer der Oakland Raiders vorgestellt. Er ersetzte Dennis Allen, der ihm als Defensivkoordinator der Broncos vorausgegangen war. und den Interims-Cheftrainer Tony Sparano zu ersetzen. Nachdem man 2015 noch mit sieben Siegen den Playoffeinzug verpasst hatte, gelang dieser in der Saison 2016 mit zwölf Siegen bei vier Niederlagen. Die Raiders standen damit erstmals seit 2002 in den Playoffs, schieden aber bereits in der Wild-Card-Runde gegen die Houston Texans aus. Im Februar 2017 wurde Del Rios Vertrag um vier Jahre verlängert. Nach der Spielzeit 2017 mit nur sechs Siegen wurde er jedoch entlassen.
Im Jahr 2019 arbeitete Del Rio als Analyst für ESPN. 2020 wurde er vom Washington Football Team als Defensivkoordinator unter Cheftrainer Ron Rivera eingestellt. Mit nur sieben Siegen bei neun Niederlagen gewann man 2020 die NFC East, schied jedoch in den Wild Cards aus. 
Im Juni 2022 beschrieb Del Rio den Sturm auf das Kapitol in Washington 2021 in einem umstrittenen Kommentar auf seinem privaten Twitter-Account als „Rauferei“ (dust-up) und verglich diesen Versuch, die Wahlergebnisse zu kippen mit den zivilen Unruhen der Proteste infolge des Todes von George Floyd 2020. Als Reaktion auf seine Kommentare verhängten die Washington Commanders eine Geldstrafe von 100.000 Dollar gegen Del Rio. Head Coach Ron Rivera erklärte, dass Del Rios Ansichten nicht die Ansichten des Team widerspiegeln. Im November 2023 wurde Del Rio entlassen. Zu diesem Zeitpunkt hatten Washington die meisten Punkte in der NFL zugelassen.
Von August 2024 bis November 2024 war Del Rio als Berater an der University of Wisconsin tätig. Er trat nach einem von ihm verschuldeten Autounfall zurück.
Im Januar 2025 stellten in die Paris Musketeers aus der European League of Football als neuen Head Coach für die Saison 2025 vor.